# Episodi di Proven Innocent
La prima ed unica stagione della serie televisiva Proven Innocent, composta da 13 episodi, è stata trasmessa negli Stati Uniti d'America su Fox dal 15 febbraio al 10 maggio 2019.
In Italia è andata in onda su Fox Crime dal 19 febbraio al 14 maggio 2019.
| n° | Titolo originale                          | Titolo italiano                                     | Prima TV USA     | Prima TV Italia  |
| -- | ----------------------------------------- | --------------------------------------------------- | ---------------- | ---------------- |
| 1  | Pilot                                     | Vittime dell'ingiustizia                            | 15 febbraio 2019 | 19 febbraio 2019 |
| 2  | The Burden of Truth                       | Il peso della verità                                | 22 febbraio 2019 | 26 febbraio 2019 |
| 3  | A Minor Confession                        | Assassino o supereroe?                              | 1º marzo 2019    | 5 marzo 2019     |
| 4  | The Shame Game                            | Giustizia o pregiudizio?                            | 8 marzo 2019     | 12 marzo 2019    |
| 5  | Cross to Bear                             | La croce da portare                                 | 15 marzo 2019    | 19 marzo 2019    |
| 6  | A Cinderhella Story                       | Cenerentola degli Inferi                            | 22 marzo 2019    | 26 marzo 2019    |
| 7  | Living and Dying in East Cleveland        | Vivere e morire a East Cleveland                    | 29 marzo 2019    | 2 aprile 2019    |
| 8  | The Struggle for Stonewall                | La verità, tutta la verità                          | 5 aprile 2019    | 9 aprile 2019    |
| 9  | Acceptable Losses                         | Perdite Accettabili                                 | 12 aprile 2019   | 16 aprile 2019   |
| 10 | Seal Team Deep Six                        | Forze Speciali                                      | 19 aprile 2019   | 23 aprile 2019   |
| 11 | Shaken                                    | Shaken                                              | 26 aprile 2019   | 30 aprile 2019   |
| 12 | In Defense of Madeline Scott, Part I e II | In Difesa Di Madeline Scott (prima e seconda parte) | 3 maggio 2019    | 7 maggio 2019    |
| 13 | In Defense of Madeline Scott, Part I e II | In Difesa Di Madeline Scott (prima e seconda parte) | 10 maggio 2019   | 14 maggio 2019   |

## Vittime dell'ingiustizia
- Titolo originale: Pilot
- Diretto da: Patricia Riggen
- Scritto da: David Elliot

### Trama
Dopo essere stata giudicata colpevole di un omicidio da adolescente, l'avvocato Madeline Scott si dedica a liberare i falsi condannati. Il suo ultimo cliente, Harvey Birkbeck, viene liberato dopo che il procuratore Gore Bellows ha accettato di liberare la condanna prima di annunciare la sua candidatura come procuratore generale dello stato. Madeline e la sua squadra riprendono il caso di Lucia Rincon, una donna condannata per aver ucciso suo figlio. Il fratello di Madeline, Levi si scontra con la famiglia di Rosemary Lynch, la ragazza di cui sono stati accusati di averla uccisa, e Maddie deve difenderlo in tribunale. Nonostante sia arrivata la prova della soppressione che potrebbe affondare la campagna di Bellows, la squadra persuade Maddie a usarla come leva per liberare Lucia. Bellows è d'accordo, ma solo se Lucia si dichiara colpevole di mettere in pericolo il bambino. Maddie la convince invece a cercare un appello. Levi viene licenziato dal suo lavoro di coaching, che gli causa una ricaduta; ammette una relazione segreta di Rosemary, con Maddie che ha mentito in tribunale. Di fronte a un giudice ostile, la squadra prova che Bellows ha presentato false testimonianze dal marito di Lucia, costringendo la corte a dichiararla innocente. In un flashback, una giovane Maddie scopre Levi in piedi sul corpo di Rosemary.
- Ascolti USA: 3 090 000 telespettatori[6]

## Il peso della verità
- Titolo originale: The Burden of Truth
- Diretto da: Howie Deutch
- Scritto da: Danny Strong e Adam Armus

### Trama
Maddie si ritrova ad affrontare il caso di Tamara Folsom, una donna condannata a morte per omicidio dopo un presunto stupro, e suo fratello, che rischia l'arresto per non essersi presentato in tribunale. Quando le prove nel caso di Tamara scompaiono dal deposito, la squadra riesce a rintracciare l'uomo che ha tentato di violentarla, ma il giudice si rifiuta di concedere un nuovo processo senza prove concrete. Bellows accoglie una nuova donna accusatrice, Isabel Sanchez, nel suo ufficio, con irritazione per sua moglie. Maddie trova Levi in un campo di senzatetto e conferma la sua relazione con Rosemary. Con il suo sondaggio che sta affondando a causa dell'intensa critica di Maddie nei suoi dischi, a Bellows è stato detto di imbrogliarla in cambio, ma alla fine sceglie di non farlo, per evitare di farle una campagna elettorale. La squadra identifica un potenziale nuovo sospettato, Celeste Adams, ma non trovano nulla che possa suggerire che lei sia l'assassino. La moglie di Easy lo affronta per aver messo la sua carriera davanti alla sua famiglia. Violet scopre che Celeste lavorava come prostituta al momento in cui Tamara fu condannata, e che l'uomo assassinato era il suo pappone. Easy e Maddie identificano il vero assassino come uno dei manipolatori di Celeste, e Tamara viene liberata. Maddie visita la tomba di Rosemary e giura di trovare il suo assassino.
- Ascolti USA: 2 090 000 telespettatori[7]

## Assassino o supereroe?
- Titolo originale: A Minor Confession
- Diretto da: Elodie Keene
- Scritto da: Wendy West

### Trama
La chiesa di Easy recluta la squadra per riaprire il caso di William Hurston, un uomo condannato per omicidio all'età di 14 anni a causa di una confessione forzata. Nel frattempo, Bellows si vendica contro Madeline usando la famiglia di Rosemary.
- Ascolti USA: 2 570 000 telespettatori[8]

## Giustizia o pregiudizio?
- Titolo originale: The Shame Game
- Diretto da: Howie Deutch
- Scritto da: Danny Strong

### Trama
Quando Madeline assume il caso di Sarah Bukhari, una donna condannata a 25 anni di carcere per aver ucciso il suo bambino appena nato, Easy ha un dilemma che decide tra la sua fede e fare la cosa giusta. Nel frattempo, Gore Bellows continua nella sua crociata per ostacolare la ricerca della giustizia da parte di Madeline, che intanto scopre un nuovo vantaggio che la rende un passo più vicino alla verità.
- Ascolti USA: 1 900 000 telespettatori[9]

## La croce da portare
- Titolo originale: Cross to Bear
- Diretto da: Mario Van Peebles
- Scritto da: Stacy A. Littlejohn

### Trama
Quando un suprematista bianco implora l'Injustice Defense Group per aiutarlo a ribaltare la sua condanna ingiusta, la squadra si scontra sulla questione di prendere in considerazione il caso. Nonostante le obiezioni della squadra, Madeline è determinata a provare la sua innocenza. Bellows si avvicina a un bivio etico nella sua razza e deve prendere una decisione che cambierà la campagna. Nel frattempo, Levi continua a indagare impulsivamente su chi lo abbia incastrato per la morte di Rosemary.
- Ascolti USA: 1 970 000 telespettatori[10]

## Cenerentola degli Inferi
- Titolo originale: A Cinderhella Story
- Diretto da: Rashaad Ernesto Green
- Scritto da: Adam Armus e David Elliot

### Trama
L'Injustice Defense Group assume il caso di una ragazza condannata per l'omicidio di sua madre. Nel frattempo, Madeline è intrappolata in un vortice di drammi, mentre cerca di fermare Bellows, mantenendo la sua relazione con Dylan, mentre allo stesso tempo scopre una notizia scioccante su un ex compagno di classe.
- Ascolti USA: 2 330 000 telespettatori[11]